# Cullison
Cullison è un comune degli Stati Uniti d'America, situato nello Stato del Kansas, nella Contea di Pratt.